# Plateau terminal
Le plateau terminal est le lieu de terminaison, au sein du cytoplasme de la cellule, de l'actine d'une microvillosité.
Il est situé dans le cytoplasme apical des cellules.
La stabilisation de ce plateau terminal se fait grâce à des jonctions latérales d'ancrage.
Les protéines connues permettant cette stabilisation sont la spectrine, la T-protéine et la N-protéine.